# Дрога
Дрога је природна или синтетичка хемијска супстанца која утиче на промене у физиолошким и психичким (интелектуалним, емоционалним и мотивационим) функцијама, битно мења понашање. Вишекратна употреба доводи до навикавања или стварања (психичке и/или физичке) зависности. Узимање неких дрога (хероин, крек, кокаин) доводи брзо до стварања зависности, а када се нагло престане с њиховим узимањем долази до апстиненцијалног синдрома.
Према Светској здравственој организацији дрога је "свака супстанца, која је у стању да, када се нађе у живом организму, модификује његову једну или више функција и да након поновљене употребе доведе до психичке или физичке зависности". Дроге су различите природне или хемијски синтетизоване супстанце које имају психоактивни учинак. Оне првенствено делују на вегетативни нервни систем. Неке од њих при продуженом конзумирању стварају тежу или лакшу зависност и имају разне последице на здравље конзумента.
Болест зависности од дрога се назива наркоманија. 1957. године Светска здравствена организација дефинисала је наркоманију као: „стање периодичне или хроничне интоксикације изазвано поновљеним уношењем дроге“. Можемо разликовати три врсте зависности: психичку, физичку и стање толеранције.
Многе данашње дроге током историје су се користиле као лекови (хероин, марихуана, хашиш, кокаин). Сумери, Кинези, Астеци и други народи старог доба користили су опијум, кокаин и халуциногене гљиве за уклањање бола, ради појачања физичке издржљивости ратника, у религиозне и друге сличне сврхе.
Поједине дроге као што су кокаин или хероин се често мјешају са неким другим супстанцама опасним по човека (нишадор, гипс, разне врсте отрова за инсекте, брашно, ...)

## Подела дрога

### Светска здравствена организација
СЗО је дала следећу поделу психоактивних дрога: 
- алкохол (алкохолна пића, напици и коктели)
- амфетамини
- барбитурати, хипнотици, седативи и транквилизанти (средства за смирење уопште)
- халуциногени (ЛСД-25, мескалин, псилоцибин, ДОИ и др.)
- канабис (марихуана, ганџа и хашиш)
- кокаин (чиста материја и лишће биљке коке)
- опијати (сирови опијум, хероин, морфијум, кодеин, синтетички препарат метадон и петантин)
- испарљива средства и лекови богати органским растварачима (ацетон, гасолин, етар, хлороформ...)
- дроге појединих регија или нове дроге (крек, екстази...)

### Легалност
Према начину на који су дроге третиране у законским одредбама, можемо их поделити на легалне и илегалне. У легалне дроге спадају алкохол и никотин, као и многи лекови (попут лекова за смирење, против бола, за спавање).

### По дејству
Према психоактивним учинцима, дроге се могу поделити на:
- опијате који укључују опијумове деривате као што су хероин, морфијум и кодеин као и синтетички производи слични морфијуму, попут метадона; мале дозе изазивају ефекте сличне депресантима, али са мањим утицајем на моторику и интелектуални процес;
- депресанте - седативе али овде такође спадају и барбитурати и канабис; мале дозе доводе до осећања опуштености и удружене су са слабљењем интелектуалне функције и концентрације;
- стимуланте као што су амфетамин, кокаин, кофеин и сличне; мале дозе изазивају осећај живахности и енергије, 'подижу' расположење и смањују апетит;
- халуциногене дроге као ЛСД и мескалин које изазивају халуцинације или илузије које су повезане с променом расположења или мисли па тако сигурно изазивају промене у опажању, мислима и осећањима.

### По зависности
Према зависности коју изазивају, дроге такође делимо на "тешке" (опијум, морфијум, кодеин, хероин, кокаин, амфетамин...) и "лаке" (марихуана, хашиш, псилоцибин, мескалин, ЛСД...).
Типови зависности могу бити:
1. Јатрогени пацијент - који је на преко рецепта добио лек од лекара, у циљу ублаживања психичких и телесних тегоба, па је тако временом, невољно постао зависан од њега.
2. Нетерапијски пацијент - особа која је самоиницијално почела да конзумира псикоактивне супстанце.

Према врсти психоактивне супстанце, постоје зависници од: депресора централног нервног система - опијума и његових деривата, седатива (хипнотика, анксиолитика), неуростимуланса, халуциногена, канабиса и његових деривата, кокаина, дувана, алкохола и синтетичких дрога.

## Критеријум процене злоупотребе и зависности психоактивних супстанци
Следећи дијагностички критеријуми карактеришу синдром зависности од психоактивних супстанци:
- Особа узима веће количине психоактивне супстанце од планираних, или их у дужем временском периоду.
- Посојање снажне жеље за конзумирањем супстанце, уз један или више неуспешних покушаја да се иста остави и престане с конзумацијом.
- Особа у великој мери улаже себе, своју психичку енергију, материјална средстваи сл., уз велики утрошак времена на набављање и конзумацију дроге. Уз потребан дужи временски период "нормализације" личности после конзумације.
- Коришћење психоактивне супстанце има јак утицај на социјални живот и основне обавезе индивидуе. Тако особа почиње да конзумира супстанцу у школи, на послу, код куће и сл., а њена употреба се одражава смањеним капацитетом за рад, смањењем општег степена функционалности и продуктивности индивидуе. Почињу да се јављају знаци апстиненцијалне кризе.
- Претходно стање се погоршава, тако да долази до напуштања веома важних активности и обавеза услед жеље за конзумацијом супстанце.
- Особа услед сазнања и свесности о штетним последицама супстанце коју користи и њеног утицаја на целокупни живот индивидуе, и даље наставља да је користи.
- Постоји повећана толеранција на дату супстанцу. Сада је особи, да би достигла исти степен интоксикације и субјективног осећаја који прижељкује, потребно и до 50% више, односно веће количине супстанце, него када је кренула са конзумацијом.
- У напорима да се престане с конзумацијом психоактивне супстанце, јављају се карактеристични знаци апстиненцијалне кризе, који карактеришу дату супстанцу.
- Психоактивна супстанца се користи у циљу умањења апстиненцијалног синдрома, или да би се спречио његов настанак.

Да би се говорило о зависности, најмање три од претходно наведених симптома морају трајати минимум месец дана, или се понављатиу дужем временском периоду. Уколико тај критеријум није задовољен, већ постоји само континуирана употреба дроге, уз знање о њеној штетности, и проблемима које изазива у менталној, телесној, професионалној свери, или понављано узимење психоактивне супстанце у ситуацијама које би могле да угрозе живот, онда се говори о злоупотреби, али не и о зависности.